# تششمة مرو
تششمة مرو (بالفارسية: چشمه مرو) هي قرية تقع في قسم زرنة الريفي (مقاطعة إيوان) في إيران. يقدر عدد سكانها بـ 23 نسمة بحسب إحصاء 2016.